# كأس العالم لكرة الطائرة للسيدات 1977
كأس العالم لكرة الطائرة للسيدات 1977 هو الموسم 2 من  كأس العالم لكرة الطائرة للسيدات ‏. أشرف على تنظيمه الاتحاد الدولي للكرة الطائرة، وكان عدد الأندية المشاركة فيه  8، وفاز فيه منتخب اليابان الوطني لكرة الطائرة للسيدات.